# Джованні Галліна
Джованні Галліна (італ. Giovanni Gallina, 7 січня 1892, Казале-Монферрато — 1963) — італійський футболіст, що грав на позиції нападника за клуби «Казале» та «Ювентус», а також за національну збірну Італії.

## Клубна кар'єра
У дорослому футболі дебютував 1909 року виступами за команду «Казале», в якій провів десять сезонів, взявши участь у 84 матчах чемпіонату. 1914 року виборов титул чемпіона Італії.
1919 перейшов до «Ювентуса», у складі якого відіграв два сезони, після чого 1921 року повернувся до «Казале», граючи за який через чотири роки завершив ігрову кар'єру.

## Виступи за збірну
1914 року провів два офіційні матчі у складі національної збірної Італії.
Помер 1963 року.
| Дата      | Місто | Господарі | Результат | Гості   | Турнір           | Голи | Примітки |
| --------- | ----- | --------- | --------- | ------- | ---------------- | ---- | -------- |
| 11-1-1914 | Мілан | Італія    | 0 – 0     | Австрія | товариський матч | -    |          |
| 17-5-1914 | Берн  | Швейцарія | 0 – 1     | Італія  | товариський матч | -    |          |
| Усього    |       | Матчів    | 2         |         | Голів            | 0    |          |

## Титули і досягнення
- Чемпіон Італії (1):

«Казале»: 1913-1914